# Oedaspis trapezoidalis
Oedaspis trapezoidalis är en tvåvingeart som beskrevs av Munro 1938. Oedaspis trapezoidalis ingår i släktet Oedaspis och familjen borrflugor. Inga underarter finns listade i Catalogue of Life.